# Привільська сільська рада (Слов'янський район)
| Привільська сільська рада — колишній орган місцевого самоврядування у ліквідованому Слов'янському районі Донецької області з адміністративним центром у c. Привілля. Сільській раді підпорядковані населені пункти: - c. Привілля |

## Склад ради
Рада складається з 16 депутатів та голови.

## Керівний склад сільської ради
| ПІБ                             | Основні відомості                                                         | Дата обрання | Дата звільнення |
| ------------------------------- | ------------------------------------------------------------------------- | ------------ | --------------- |
| Загребельний Валерій Вікторович | Сільський голова, 1969 року народження, освіта, член Партії регіонів      | 26.03.2006   | 27.01.2009      |
| Кривоконь Олексій Сергійович    | Сільський голова, 1974 року народження, освіта, член партії Єдиний Центр  | 24.05.2009   | 31.10.2010      |
| Кривоконь Олексій Сергійович    | Сільський голова, 1974 року народження, освіта вища, член Партії регіонів | 31.10.2010   |                 |

Примітка: таблиця складена за даними джерела